# Fabio Lohei
Fabio Lohei (sinh ngày 12 tháng 4 năm 2005) là một cầu thủ bóng đá Luxembourg hiện đang thi đấu ở vị trí hậu vệ cánh trái cho câu lạc bộ Pháp Metz 2 và Đội tuyển bóng đá quốc gia Luxembourg.

## Sự nghiệp thi đấu
Là sản phẩn của lò đào tạo trẻ Differdange and Racing FC, Lohei gia nhập lò đào tạo trẻ Metz vào năm 2018. Anh ta được đưa lên đội dự bị Metz vào mùa giải 2022-23.

## Sự nghiệp thi đấu quốc tế
Lohei là cầu thủ trẻ Luxembourg, đã từng chơi cho đội U-19 Luxembourg. Anh ta được triệu tập lên Đội tuyển bóng đá quốc gia Luxembourg cho những trận giao hữu vào tháng 6 năm 2022. Anh ta ra mắt quốc tế cho Luxembourg trong 1 trận giao hữu hòa 2–2 với Hungary vào ngày 17 tháng 11 năm 2022.